# Arrondissement di Mortagne-au-Perche
L'arrondissement di Mortagne-au-Perche è una suddivisione amministrativa francese, situata nel dipartimento dell'Orne e nella regione della Normandia

## Composizione
L'arrondissement di Mortagne-au-Perche raggruppa 146 comuni in 12 cantoni:
- cantone di L'Aigle-Est
- cantone di L'Aigle-Ovest
- cantone di Bazoches-sur-Hoëne
- cantone di Bellême
- cantone di Longny-au-Perche
- cantone di Mortagne-au-Perche
- cantone di Moulins-la-Marche
- cantone di Nocé
- cantone di Pervenchères
- cantone di Rémalard
- cantone di Le Theil
- cantone di Tourouvre